# Paonias borealis
Paonias borealis är en fjärilsart som beskrevs av Clark 1929. Paonias borealis ingår i släktet Paonias och familjen svärmare. Inga underarter finns listade i Catalogue of Life.